# Ladislav Kompiš
Ladislav Kompiš (13. listopadu 1923 – ???) byl slovenský a československý politik Komunistické strany Slovenska, poslanec Slovenské národní rady, poslanec Sněmovny národů Federálního shromáždění na počátku normalizace a ministr vlády Slovenské socialistické republiky.

## Biografie
V letech 1956-1976 se uvádí jako účastník zasedání Ústředního výboru Komunistické strany Slovenska. V roce 1963 byl v doplňovacích volbách zvolen do Slovenské národní rady. Opětovně mandát v SNR získal v řádných volbách roku 1964.
Počátkem roku 1968 byl zvolen členem komise Slovenské národní rady, která se zabývala z ekonomického úhlu pohledu změnou postavení slovenských orgánů a státoprávním uspořádáním Československa.
Po provedení federalizace Československa usedl v lednu 1969 do Sněmovny národů Federálního shromáždění. Do federálního parlamentu ho nominovala Slovenská národní rada. Ve FS setrval konce funkčního období, tedy do voleb roku 1971. Zastával i vládní post. Ve slovenské vládě Štefana Sádovského a Petera Colotky působil v letech 1969-1971 jako ministr stavebnictví.